# Methuselah Mouse Prize
Il Methuselah Mouse Prize o Mprize è un premio di 4,5 milioni di dollari creato nel 2003 per accelerare le ricerche in merito all'invecchiamento e al rinnovo delle cellule. Il Methuselah Mouse Prize è gestito dalla Methuselah Foundation, un organismo che raggruppa studenti e scienziati volontari, intorno a progetti SENS e Mprize.
Il Methuselah Mouse Prize ricompensa gli scienziati capaci di allungare in maniera considerevole la vita di un topolino cavia. Il premio è stato intitolato a Matusalemme, uno dei patriarchi citato nel libro della Genesi. Il fondatore del progetto è Aubrey de Grey, gerontologo e cofondatore della Methuselah Foundation. Il premio è stato promosso dalla BBC e da Fortune magazine. Le donazioni hanno superato la soglia dei 4 milioni di dollari nel dicembre 2006. L'idea del premio è stata ispirata dall'Ansari X Prize, creato per accelerare il lancio di un vettore a condizioni molto più economiche di quelle della NASA.